# Женские проблемы
«Женские проблемы» (англ. Female Trouble) — американская чёрная комедия 1974 года режиссёром, сценаристом, продюсером и композитором которой стал Джон Уотерс. Является частью «трилогии трэша», в которую также входят «Розовые фламинго» (1972) и «Жизнь в отчаянии» (1977). В фильме принимают участие актеры так называемой труппы «Dreamlanders»: Дивайн, Дэвид Локари, Мэри Вивиан Пирс, Минк Стоул, Куки Мюллер, Эдит Мэсси и Джордж Фиггс.

## Сюжет
Дон Дэвенпорт, школьница-хулиганка, приходит в бешенство, когда родители отказываются купить ей новые туфли, которые она так хотела на Рождество, ибо «хорошие девочки не носят туфли для Ча-Ча». В ответ на это она ломает все подарки, опрокидывает на мать ёлку, и убегает из дома. Дон ловит попутку, водителем которой оказывается извращенец Эрл Питерсон, он отвозит её на свалку, где они сношаются на грязном матрасе. Девушка беременеет, но отец отказывается помогать ей. Дон называет свою дочь Таффи; девочка была лишена общения со сверстниками, постоянно подвергалась избиениям и наказаниям со стороны матери, что и сказалось на её психическом развитии. Сама Дон меняла места работы, как перчатки: она была и стриптизёршей, и официанткой, и бандиткой, а также занималась проституцией.
Дон частенько стала наведываться в салон красоты «Блеск для губ», там же она знакомится со своим будущим мужем Гейтором Нельсеном, он был её парикмахером, а также соседом. Дональд и Донна Дешеры, кованые владельцы салона, преподносят Дон идею о том, что преступление и красота — одно и то же. Они склоняют её к совершению злодеяний, обещая всемирную славу. Парочка снабжает её деньгами и наркотиками, а также фотографирует все её делишки, чтобы потешить её самолюбие и самоудовлетворяться.
Тётушка Гейтора, Ида Нельсон, была крайне недовольна свадьбой племянника и всячески пыталась наставить его на «путь истинный», чтобы он уже поскорее нашёл себе любовника. Когда брак распался, Дон попросила уволить Гейтора, из-за чего он решает переехать в Детройт. Узнав об этом Ида обливает Дон кислотой и сбегает. Дешеры же отговаривают её от пластической операции, решая использовать её в качестве модели. Также они похищают Иду и сажают её в большую клетку, чтобы подарить Дон, а также дают ей возможность отрубить руку старухе.
Бунтарский нрав Таффи, которая к тому же подросла, не даёт ей покоя: она устала от матери и решила уйти жить к биологическому отцу. Однако она быстро разочаровывается в находке и убивает пьяного похотливого папашу ножом. По возвращении домой она объявляет, что становится кришнаитом, Дон категорически против, она заявляет, что убьет дочь, если та сделает это.
Полностью обновлённая после выписки Дон готовится к своему первому выступлению в ночном клубе. В это же время является Таффи в облачении кришнаита, это сильно выводит Дон из себя и она сдерживает обещание и убивает дочь. Во время своих этюдов она убивает несколько человек в зале, после чего прибывает полиция, а она сбегает в лес, где вскоре её отлавливают и сажают в тюрьму.
На суде судья предоставляет Дешерам иммунитет от судебного преследования за дачу показаний против Дон. Они симулируют невиновность и полностью обвиняют Дон в преступлениях, которые она совершила по их воле; они также платят Иде за ложь на свидетельском месте. Хотя Дон не признает себя виновной по причине безумия, присяжные признают её виновной и приговаривают ее к смерти на электрическом стуле. Перед рассветом она и её сокамерница целуются и ласкают друг друга. Когда священник произносит молитву, Дон привязывают к электрическому стулу, она успевает поблагодарить своих поклонников за то, что они сделали её печально известной, прежде чем в неё был пущен разряд тока.

## В ролях
- Дивайн — Дон Дэвенпорт / Эрл Питерсон
- Дэвид Локари — Дональд Дешер
- Мэри Вивиан Пирс — Донна Дешер
- Минк Стоул — Таффи Дэвенпорт
  - Хилари Тейлор — маленькая Таффи
- Эдит Мэсси — Ида Нельсон
- Куки Мюллер — Кончетта
- Сьюзан Уолш — Чиклетта
- Майкл Поттер — Гейтер Нельсон
- Эд Перанио — Уинк
- Пол Свифт — Батерфлай
- Джордж Фиггс — Дриблс
- Сьюзан Лоу — Викки
- Ченнинг Уилрой — прокурор
- Элизабет Коффи — Эрнестина
- Сэлли Элбо — Салли